# Théodore Vatatzès
Théodore Vatatzès ou Batatzès (grec moderne : Θεόδωρος Βατάτζης) est un aristocrate et commandant militaire de l'Empire byzantin sous les règnes de Jean II Comnène et de Manuel Ier Comnène.

## Origines

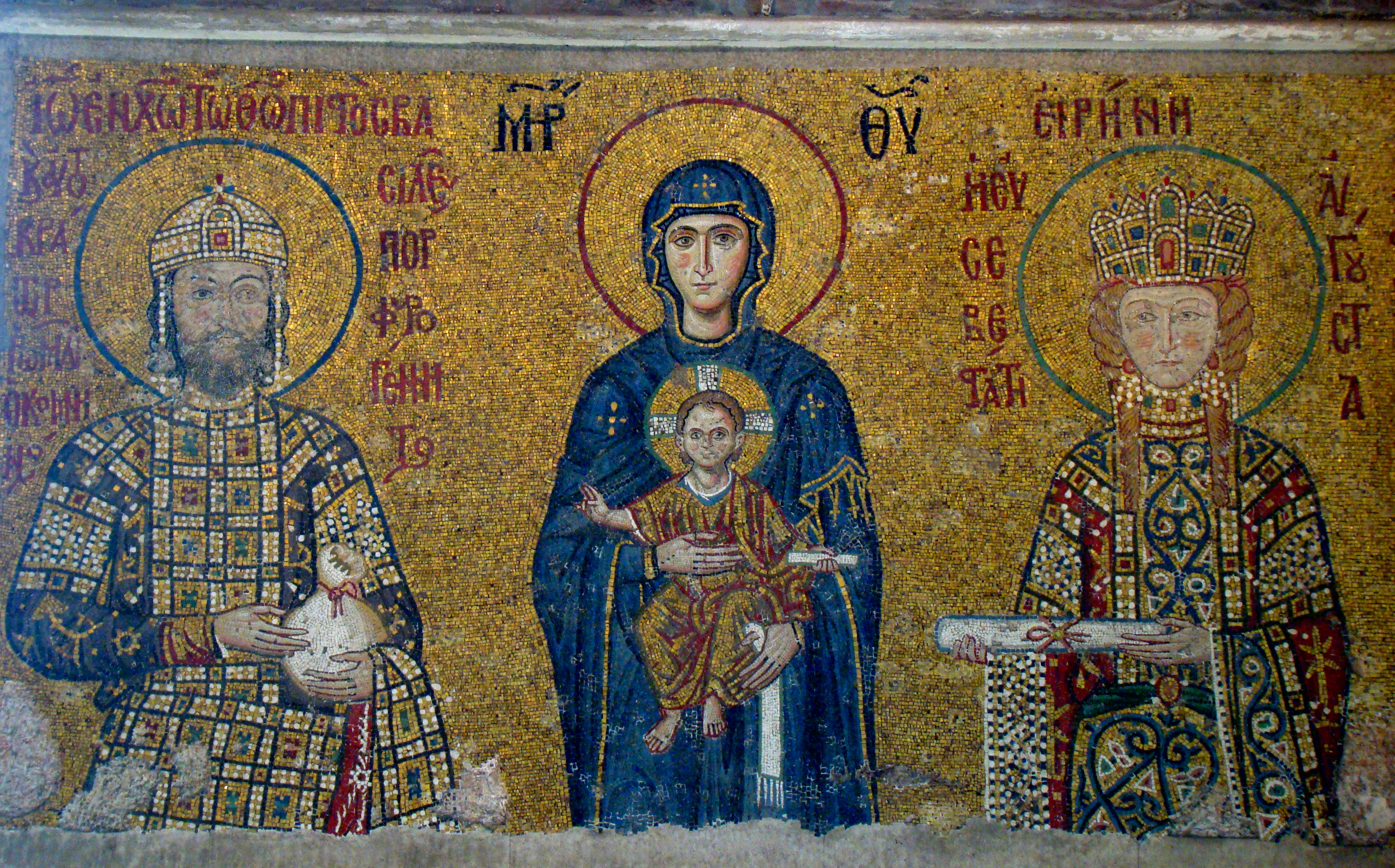
L'empereur Jean II Comnène et son épouse Irène, beau-père et belle-mère de Théodore Vatatzès, aux côtés de la Vierge à l'Enfant.

Théodore Vatatzès est un membre de la famille Vatatzès, qui occupe une place importante dans la ville et la région d'Andrinople en Thrace depuis plusieurs générations. La famille se hisse au premier rang de l'aristocratie byzantine et occupe une place importante dans la politique de l'empire, en la personne de Théodore lui-même. Théodore fait partie d'un groupe d'hommes compétents promus à des postes d'autorité par Jean II comme alternative à la dépendance vis-à-vis des membres de la famille impériale, dont il se méfie. En 1131, Théodore épouse la princesse porphyrogénète Eudoxie Comnène, fille de Jean II et de son impératrice, Irène de Hongrie, et est élevé à la dignité de cour de sébastohypertatos,.

## Carrière militaire sous le règne deManuelIer
Aucun document sur les exploits militaires de Théodore Vatatzès sous le règne de Jean II n'a survécu. Cependant, sous le règne de Manuel Ier Comnène, le successeur de Jean et beau-frère de Théodore, il apparaît dans les sources contemporaines en tant qu'important commandant militaire pendant les années 1150. En 1151, Vatatzès est général en chef sur la frontière avec la Hongrie, où il ravage la région des alentours de la ville de Zemun et maintient cette dernière sous blocus, jusqu'à sa reddition à Manuel Ier en personne. En 1158, Manuel Ier fait campagne contre la rébellion des Arméniens de Cilicie afin de reprendre le contrôle de la région, ce qui lui permet également d'ouvrir la route vers Antioche, dont le contrôle est son principal objectif. Lors de cette campagne, Théodore Vatatzès se voit confier la mission de s'emparer de la grande ville fortifiée de Tarse. Pensant que l'empereur est arrivé avec l'ensemble de son armée, les défenseurs paniquent et la ville tombe aussitôt sous le contrôle des forces byzantines.

## Descendance
De son mariage avec son épouse, Théodore a plusieurs enfants :
- Jean (vers 1132 - 1185), le grand domestique, qui remporte une victoire notable sur les Turcs seldjoukides (Bataille d'Hyelion et Leimocheir) et se rebelle plus tard contre Andronic Ier Comnène[6] ;
- Andronic (vers 1133 - 1176), également un important général, est tué par les Turcs seldjoukides alors qu'il mène une expédition contre Amasée en 1176[7] ;
- une fille, probablement nommée Anne (vers 1136 - après 1186), épouse Nicéphore Synadènos, puis le général Alexis Branas[8] ;
- Théodora Comnène (vers 1137 - après 1185), épouse le général et diplomate Nicéphore Chalouphès. Connue pour sa beauté, elle devient la maîtresse de son oncle, l'empereur Manuel Ier, et lui donne un fils illégitime[9] ;
- Isaac Comnène Vatatzès (vers 1139 – ?), n'est connu que par un poème célébrant son mariage, vers 1158, avec une certaine Irène Comnène, arrière-petite-fille du sébastokrator, Isaac Comnène, frère d'Alexis Ier Comnène. Aucune autre information n'est connue sur le couple[10] ;
- Alexis Comnène Vatatzès (vers 1140 - après 1166), épouse Marie Pégonitissa vers 1158 ; il est attesté pour la dernière fois lors du synode des Blachernes en mars 1166. Il est père d'Isaac Comnène Vatatzès[11].

### Primaire
: document utilisé comme source pour la rédaction de cet article.
- (en) Nicétas Choniatès (trad. Harry J. Magoulias), O City of Byzantium, Annals of Niketas Choniatēs, Détroit, Wayne State University Press, 1984 (ISBN 0-8143-1764-2, lire en ligne).
- (en) John Kinnamos (trad. Charles M. Brand), Deeds of John and Manuel Comnenus, Columbia University Press, 1976 (OCLC 805088258).

### Secondaire
: document utilisé comme source pour la rédaction de cet article.
- (en) Paul Magdalino, The Empire of Manuel I Komnenos, 1143-1180, Cambridge University Press, 2002 (ISBN 978-0-521-52653-1, lire en ligne).
- (el) Konstantínos Varzós, Η Γενεαλογία των Κομνηνών [« La Généalogie des Comnènes »], vol. II, Thessalonique, Centre d'études byzantines, Université de Thessalonique,‎ 1984 (OCLC 834784665, lire en ligne [PDF]).